# 山本大作
山本大作（やまもと だいさく、1952年 -2019 ）は、日本のシンガーソングライター、役者、文筆家。日本及び海外で活動をしている。

## 略歴
- 1952年 東京都に生まれる。

アメリカ合衆国のアーティスト、ボブ・ディランに強く触発され、アーティストとして活動を始める。
- 1969年 オリジナル・ファースト発表
- 1972年 オリジナル・セカンド発表
- 1976年 オリジナル・サード発表
- 1980年 4作目のアルバム発表
- 1986年 5作目のアルバム発表
- 1990年 ライブCDアルバム発売
- 1995年 CDアルバム発売
- 1996年 武蔵野エフエムパーソナリティーを担当
- 1998年 CDアルバム発売
- 2001年 CDアルバム発表
- 2002年 テレビ東京『ハマラジャ』に出演
- 2003年 主演作『ブルースを4649』が第26回ぴあフィルムフェスティバルにノミネートされる。
- 2017年 日本のポピュラー音楽界初のコモンレーベル"S&Lミュージック"に登録参加[1]。

現在はアメリカと日本各地で独自の演奏活動を続けている。